# Torben Piechnik
Torben Piechnik (ur. 21 maja 1963 w Hellerup) – duński piłkarz, grający na pozycji środkowego obrońcy.
Na początku kariery grał w dwóch klubach duńskich – Kjøbenhavns Boldklub i Ikast FS, zanim przeszedł do B 1903. W styczniu 1992 przeszedł do FC København. W 1992 roku został przez selekcjonera reprezentacji Danii Richarda Møllera Nielsena powołany na Mistrzostwa Europy 1992. Na nich zagrał m.in. 26 czerwca w zwycięskim 2:0 finale z Niemcami.
Po turnieju Piechnik przeniósł się do Liverpoolu, w którym grał przez dwa lata. W 1994 roku powrócił do Danii i został piłkarzem klubu Aarhus GF. Z nim drugi raz w karierze zdobył Puchar Danii. Zakończył karierę w 1999.
W reprezentacji Danii zaliczył 15 występów, nie strzelił żadnej bramki.